# Thunderer (Schiff, 1912)
Die Thunderer, auch HMS Thunderer, war ein Schlachtschiff der Orion-Klasse das in den 1910er-Jahren für die Royal Navy gebaut wurde.
Mit Ausnahme des Gefechts nach dem Raid auf Scarborough, Hartlepool und Whitby und der Skagerrakschlacht bestand ihre Aufgabe hauptsächlich aus Wach- und Patrouillenfahrten.1921 wurde die Thunderer gemäß dem Washingtoner Flottenabkommen außer Dienst gestellt und 1925 zum Abwracken verkauft.

## Geschichte
Die Thunderer wurde am 13. April 1910 in London auf Kiel gelegt, am 1. Februar 1911 vom Stapel gelassen und am 15. Juni 1912 in Devonport für den Einsatz im 2. Schlachtgeschwader der Home Fleet in Dienst gestellt. Die Thunderer nahm am 9. Juli an der Parlaments-Flottenschau in Spithead teil und beteiligte sich anschließend an Trainingsmanövern. Am 24. Juni 1913 empfing sie in Spitehead den französischen Staatspräsidenten Raymond Poincaré und nahm anschließend an den jährlichen Flottenmanövern im August teil. Zwischen dem 17. und 20. Juli 1914 nahm die Thunderer an einer Test-Mobilmachung und Flottenüberprüfung als britische Reaktion auf die Julikrise teil. Nach ihrer Ankunft in Portland am 25. Juli erhielt sie den Befehl, sich vier Tage später mit dem Rest der Home Fleet nach Scapa Flow zu begeben, um die Flotte vor einem möglichen deutschen Überraschungsangriff zu schützen.

### Erster Weltkrieg
Im August 1914, nach dem Ausbruch des Ersten Weltkriegs, wurde die Home Fleet als Grand Fleet reorganisiert und dem Kommando von Admiral Jellicoe unterstellt. Am 8. August führte die Thunderer südöstlich von Fair Isle Schießübungen durch, dabei wurde sie erfolglos von einem deutschen U-Boot angegriffen. Am 16. Oktober wurde die Thunderer zusammen mit ihrem Geschwader nach Loch na Keal an der Westküste Schottlands entsandt. Am Morgen des 27. Oktober brach sie zu Schießübungen vor der Nordküste Irlands auf. Am Abend des 22. November 1914 unternahm die Grand Fleet einen erfolglosen Vorstoß in die südliche Hälfte der Nordsee, wobei die Thunderer mit dem Hauptverband zur Unterstützung des 1. Schlachtkreuzergeschwaders von Vizeadmiral David Beatty bereitstand. Am 27. November war die Flotte zurück im Hafen von Scapa Flow.

### Raid auf Scarborough, Hartlepool und Whitby
Am 14. Dezember hatte Room 40, eine nachrichtendienstliche Abteilung der britischen Admiralität, deutsche Funksprüche entschlüsselt, die Admiral von Ingenohls Plan für einen Angriff auf Scarborough, Hartlepool und Whitby durch Franz von Hippers Aufklärungsgruppe I enthielten. In Unkenntnis der Briten sollte Hipper jedoch durch die Hochseeflotte verstärkt werden. Die Briten stachen am 15. Dezember in See mit der Absicht, die deutschen Schiffe auf ihrer Rückfahrt in einen Hinterhalt zu locken. In den frühen Morgenstunden des 16. Dezember und bei schwerer See kam es zum Gefecht zwischen britischen und deutschen Zerstörern. Doch von Ingenohl befahl seinen Schiffen aus Sorge vor einem massierten Angriff britischer Zerstörer abzudrehen.
Ende Dezember führte die Grand Fleet weitere Patrouillen in der Nordsee durch, jedoch ohne auf deutsche Schiffe zu treffen. Am 27. Dezember wurde die Thunderer bei einem Sturm von der Conqueror gerammt. Die Thunderer erlitt mäßige Schäden am Heck und wurde in Scapa Flow notdürftig repariert, bevor sie am 4. Januar 1915 zur vollständigen Reparatur nach Devonport auslief. Am Abend des 23. Januar lief der größte Teil der Grand Fleet von Scapa Flow aus, um Beattys Schlachtkreuzer zu unterstützen, war jedoch zu weit entfernt, um am folgenden Tag am Gefecht auf der Doggerbank teilnehmen zu können. Vom 7. bis zum 10. März unternahm die Grand Fleet eine Aufklärungsfahrt in der nördlichen Nordsee, bei der sie Übungsmanöver durchführte. Vom 17. bis zum 19. Mai und vom 29. bis zum 31. Mai unternahm die Grand Fleet Vorstöße in die zentrale Nordsee, ohne auf deutsche Schiffe zu stoßen. Vom 11. bis zum 14. Juni führte die Flotte erneut Geschütz- und Gefechtsübungen westlich von Shetland durch. Vom 2. bis zum 5. September unternahm die Flotte eine weitere Fahrt in der Nordsee, bei der sie Geschützübungen durchführte und verbrachte den Rest des Monats mit zahlreichen Trainingsübungen. Vom 13. bis zum 15. Oktober unternahm das Schiff zusammen mit dem Großteil der Grand Fleet einen weiteren Einsatz in der Nordsee. Fast drei Wochen später nahm die Thunderer vom 2. bis zum 5. November an einer weiteren Flottenübungsoperation westlich von Orkney teil. In der Nacht zum 25. März verließen die Thunderer und der Rest der Flotte Scapa Flow, um Beattys Schlachtkreuzer bei dem Angriff auf den deutschen Zeppelinstützpunkt in Tondern zu unterstützen. Als sich die Grand Fleet am 26. März dem Gebiet näherte, hatten sich die britischen und deutschen Streitkräfte bereits getrennt und ein starker Sturm bedrohte die kleineren Schiffe, so dass die Flotte den Befehl erhielt, zur Basis zurückzukehren. Am 21. April führte die Grand Fleet ein Ablenkungsmanöver vor Horns Riff durch, um der kaiserlich russischen Marine zu ermöglichen, ihre Minenfelder in der Ostsee neu zu verlegen. Am 24. April kehrte die Flotte nach Scapa Flow zurück, erhielt dort neuen Proviant, neue Munition und neue Kohle und stach erneut in Richtung englischer Ostküste in See, da man aufgrund von Geheimdienstberichten einen Angriff der Deutschen auf Lowestoft befürchtete, aber erst in dem Gebiet ankam, nachdem sich die Deutschen bereits zurückgezogen hatten.

#### Skagerrakschlacht
In dem Versuch, einen Teil der Grand Fleet aus ihren Häfen zu locken und zu vernichten, verließ die deutsche Hochseeflotte, bestehend aus 16 Schlachtschiffen, 6 Einheitslinienschiffen und weiteren Schiffen, am frühen Morgen des 31. Mai 1916  Wilhelmshaven. Die Flotte fuhr in gemeinsamer Formation mit den fünf Schlachtkreuzern von Vizeadmiral Franz Hipper. Die nachrichtendienstliche Abteilung der britischen Admiralität Room 40 hatte den deutschen Funkverkehr mit den Operationsplänen abgefangen und entschlüsselt. Daraufhin befahl die Admiralität der Grand Fleet, die insgesamt 28 Schlachtschiffe und 9 Schlachtkreuzer umfasste, noch in der Nacht auszulaufen, um die Hochseeflotte abzufangen und zu vernichten.

Manöver der britischen (blau) und deutschen (rot) Flotte vom 31. Mai bis zum 1. Juni 1916

In der ersten Phase des Gefechts feuerte das Schiff drei Salven aus seinen Hauptgeschützen auf mehrere deutsche Schlachtschiffe ab. Um 18:27 Uhr feuerte das Schiff kurz auf den langsame Fahrt machenden Leichten Kreuzer SMS Wiesbaden, bis die Sicht durch andere britische Schiffe versperrt wurde. Gegen 19:15 Uhr sichtete die Thunderer zwei deutsche Schlachtschiffe zwischen Royal Oak und Iron Duke. Sie feuerte drei Salven auf das führende Schiff ab, erzielte aber keine Treffer. Dies war das letzte Mal, dass das Schiff seine Waffen einsetzte.

### Anschließende Aktivitäten
Am 18. August lief die Grand Fleet aus, um die Hochseeflotte auf ihrem Vormarsch in die südliche Nordsee aus dem Hinterhalt anzugreifen, aber eine Reihe von Fehlmeldungen hinderte Jellicoe daran, die deutsche Flotte abzufangen, bevor sie in den Hafen zurückkehrte. Zwei leichte Kreuzer wurden während der Operation von deutschen U-Booten versenkt, was Jellicoe zu der Entscheidung veranlasste, die größeren Einheiten der Flotte südlich von 55° 30' Nord nicht zu riskieren, da es dort viele deutsche U-Boote und Minen gab. Die Admiralität stimmte dem zu und legte fest, dass die Grand Fleet nicht auslaufen würde, es sei denn, die deutsche Flotte versuchte eine Invasion Großbritanniens oder es bestand die große Möglichkeit, dass sie unter geeigneten Bedingungen zu einem Gefecht gezwungen werden könnte. Am 22. April 1918 fuhr die Hochseeflotte zum letzten Mal nach Norden, um einen Konvoi nach Norwegen abzufangen, musste aber zwei Tage später umkehren, nachdem der Schlachtkreuzer SMS Moltke einen Motorschaden erlitten hatte. Die Grand Fleet lief am 24. November von Rosyth aus, als die Operation entdeckt wurde, konnte die Deutschen aber nicht mehr einholen.

### Nachkriegszeit
Am 1. Mai 1919 wurde die Thunderer dem 3. Schlachtgeschwader der Home Fleet zugeteilt. Am 1. November wurde die Thunderer der Reserveflotte in Portland zugeteilt und am 18. März 1920 zurück nach Portsmouth verlegt. Im Sommer 1920 und 1921 wurde sie vorübergehend wieder in Dienst gestellt, um Truppen ins Mittelmeer und zurück zu transportieren. Im Februar 1921 wurde sie zu einem Schulschiff für Marinekadetten in Rosyth umgerüstet. Am 31. August wurde sie von der Erebus abgelöst und anschließend in Portsmouth ausgemustert. Schließlich wurde sie am 6. November 1926 an Messrs, Hughes, Bolckow & Co. für 66.150 Pfund zum Abwracken verkauft.

## Technik
Das Schiff hatte eine Gesamtlänge von 177,10 m, eine Breite von 26,80 m und einen Tiefgang von 8,40 m. Die Verdrängung lag zwischen 22.000 t und 26.000 t.

### Antrieb
Die Thunderer war mit zwei Parsonsturbinen ausgestattet, die jeweils zwei Wellen antrieben und insgesamt 27.000 PS (19.858 kW) entwickelten, mit der sie eine Höchstgeschwindigkeit von 21 Knoten (39 km/h) erreichte. Der Dampf wurde von achtzehn Babcock & Wilcox-Wasserrohrkesseln geliefert. Das Schiff konnte maximal 3.353 t Kohle oder 812 t Heizöl mitführen, was ihr bei 10 Knoten (19 km/h) eine Reichweite von 6.730 Seemeilen (12.460 km) ermöglichte. Die Besatzung des Schiffes bestand aus 752 Offizieren und Mannschaften.

### Bewaffnung
Die Hauptbewaffnung bestand aus zehn 343-mm-Geschützen in fünf Zwillingstürmen, jeweils zwei vor und hinter den sowie einer zwischen den Aufbauten mit den Bezeichnungen „A“, „B“, „Q“, „X“ und „Y“ (von vorne nach achtern). Die Sekundärbewaffnung bestand aus sechzehn 102-mm-Kanonen. Vier dieser Geschütze befanden sich in freiliegenden Lafetten auf dem Schutzdeck, die übrigen Geschütze waren in den Aufbauten untergebracht. Außerdem hatte das Schiff drei 533-mm-Torpedorohre, von denen sich eines auf jeder Breitseite und das dritte im Heck befand.

### Sensoren, Feuerleitsystem
Die Steuerstände für die Hauptbewaffnung befanden sich in den Marsen des Fock- und Großmastes. Die Daten eines 2,7-m-Barr- und Stroud-Koinzidenz-Entfernungsmessers wurden in eine Dumaresq-Rechenmaschine eingegeben und elektrisch an die Vickers-Entfernungsuhren übertragen, die sich in der Übertragungsstation unter jeder Position auf dem Hauptdeck befanden, wo sie in Entfernungs- und Vorhaltedaten für die Geschütze umgewandelt wurden. Diese wurden auch grafisch auf ein Plotting board übertragen, um dem Geschützoffizier bei der Vorhersage der Bewegung des Ziels zu helfen. Die Geschütztürme, Sendestationen und Steuerstände konnten in nahezu beliebiger Kombination miteinander verbunden werden. Als Reserve konnten zwei Geschütztürme auf jedem Schiff im Bedarfsfall übernehmen.

### Panzerung
Die Thunderer verfügte über einen Wasserliniengürtel aus Krupp-Zementstahl. Er war mittschiffs 304 mm dick und verjüngte sich nach vorn auf 152 mm und achtern auf 64 mm. Der Gürtel bedeckte das Schiff vom Mitteldeck bis 1 m unterhalb der Wasserlinie. Darüber befand sich ein Plankengang mit 203 mm starker Panzerung. 152 mm dicke Querschotten vorne und 203-mm-Querschotten achtern verbanden den Gürtel mit den Barbetten. Die Barbetten waren mit 254 mm oberhalb des Hauptdecks und darunter mit 178 mm gepanzert. Die Geschütztürme waren an den Seiten zwischen 203 mm und 279 mm und auf dem Dach mit 76 mm gepanzert. Die vier gepanzerten Decks hatten eine Dicke von 25 bis 102 mm. Der Kommandoturm war rundherum mit 279-mm- und auf dem Dach mit 76-mm-Platten gesichert.